# The Virgin Suicides (bande originale)
Pour les articles homonymes, voir Virgin Suicides.
Albums de Air
Moon Safari
(1998) 10,000 Hz Legend
(2001)
The Virgin Suicides est la bande originale du film Virgin Suicides de Sofia Coppola. L’album est sorti en 2000. Il comprend deux disques différents : celui de Air, et une compilation des titres que l'on entend dans le film.

## Historique
Influencés par Pink Floyd et le rock allemand des années 1970, certains riffs de basse peuvent rappeler les albums Histoire de Melody Nelson ou encore Cannabis de Serge Gainsbourg. En effet, Nicolas Godin est un adepte des guitares basses à diapason court Fender Mustang Bass, qu'il équipe de cordes à filet plat (lisses), dans la tradition de Herbie Flowers, bassiste des albums de Gainsbourg à l'époque.

## Réception
Le disque sera récompensé par la victoire de la musique de la meilleure musique de film en 2001. L'édition française du magazine Rolling Stone a élu cet album comme le 49e meilleur album de rock français.
L'album est inclus dans le livre 1001 albums qu'il faut avoir écoutés dans sa vie dans l'édition française parue chez Flammarion, et aussi dans l'édition anglaise 1001 Albums You Must Hear Before You Die, et est mentionné dans le livre Electro 100: Les albums essentiels des musiques électroniques d'Olivier Pernot.

## Liste des titres
| No  | Titre                                             | Auteur                                              | Chanté par | Durée |
| --- | ------------------------------------------------- | --------------------------------------------------- | ---------- | ----- |
| 1.  | Playground Love                                   | Gordon Tracks, Jean-Benoît Dunckel et Nicolas Godin | Tracks     | 3:32  |
| 2.  | Clouds Up                                         | Dunckel et Godin                                    |            | 1:30  |
| 3.  | Bathroom Girl                                     | Dunckel et Godin                                    |            | 2:25  |
| 4.  | Cemetary Party                                    | Dunckel et Godin                                    |            | 2:36  |
| 5.  | Dark Messages                                     | Dunckel et Godin                                    |            | 2:28  |
| 6.  | The Word 'Hurricane'                              | Dunckel et Godin                                    |            | 2:33  |
| 7.  | Dirty Trip                                        | Dunckel et Godin                                    |            | 6:12  |
| 8.  | Highschool Lover (Theme From The Virgin Suicides) | Dunckel et Godin                                    |            | 2:42  |
| 9.  | Afternoon Sister                                  | Dunckel et Godin                                    |            | 2:24  |
| 10. | Ghost Song                                        | Dunckel et Godin                                    |            | 2:16  |
| 11. | Empty House                                       | Dunckel et Godin                                    |            | 2:58  |
| 12. | Dead Bodies                                       | Dunckel et Godin                                    |            | 2:59  |
| 13. | Suicide Underground                               | Dunckel et Godin                                    |            | 5:52  |

Tous les instruments sont joués par Air sauf :
- Hugo Ferran : Saxophone sur Playground Love
- Gordon Tracks : Batterie et chant sur Playground Love
- Brian Reitzell : Batterie sur Bathroom Girl, The Word 'Hurricane', Dirty Trip, Dead Bodies et Suicide Underground

Le chanteur Gordon Tracks, présent sur le titre Playground Love, qui sera extrait en single, est en réalité Thomas Mars, le chanteur de Phoenix.

## Utilisation notable
Le groupe joue la chanson Playground Love lors de la cérémonie de clôture des Jeux olympiques d'été de 2024.